# Psychosoziale Unterstützung
Die Psychosoziale Unterstützung (PSU) ist ein Angebot, das versucht der Psychotherapie zuvorzukommen. Der Begriff wird nicht einheitlich verwendet und ist im deutschen Sprachraum nicht definiert.
PSU ist keinesfalls Therapie, sondern Prävention oder „Hilfe zur Selbsthilfe“. Psychotherapie ist in Deutschland gesetzlich nur Ärzten, Psychologischen Psychotherapeuten sowie Kinder- und Jugendlichenpsychotherapeuten (PsychThG) und Heilpraktikern (HeilprG), allerdings diesen nur im eingeschränkten Maße, erlaubt. Wann eine Psychotherapie notwendig ist, entscheiden Ärzte und Psychologen.

## Akute Hilfe
Eine schnelle psychosoziale Unterstützung reagiert als eine Psychosoziale Notfallversorgung auf akute Ereignisse. Sie wird Menschen angeboten, die ein akutes Ereignis zu verarbeiten haben (Mitarbeiter von Banken und Geschäften nach Überfällen, Mitarbeitern von Hilfsorganisationen).
Der zuständige Spezialdienst für Mitarbeiter von Hilfsorganisationen wird als Stressbearbeitung nach belastenden Ereignissen (SbE) bezeichnet, für sonstige Betroffene spricht man von der Krisenintervention im Rettungsdienst. Siehe auch Notfallseelsorge. Eine wichtige Rolle bei der PSU spielen die Peers. Das sind Personen in Einsatzorganisationen, die dazu ausgebildet sind, ihren Kollegen bzw. Kameraden zu helfen, psychisch belastende Einsätze und den damit verbundenen Stress zu bewältigen.

## Institutionen und Zielgruppen

### Psychosoziale Betreuung in Krankenhäusern
Liaisondienst ist die fachärztliche Mitbetreuung während eines Krankenhausaufenthaltes im Auftrag des behandelnden Arztes. Dies fällt unter die so genannte psychosoziale Betreuung und ist daher besonders bei psychosomatischen Krankheiten wichtig.

### Psychosoziales Netzwerk der Bundeswehr
In dem sogenannten Psychosozialen Netzwerk der Bundeswehr (PSN) sind seit 2004 regional Ärzte, Psychologen, Militärseelsorger und Sozialarbeiter organisiert, um bei Bedarf betroffenen Soldaten und deren Angehörigen psychosoziale Unterstützung anbieten zu können. Insbesondere die Prävention und rechtzeitige Erkennung von PTBS im Rahmen der Auslandseinsätze führte zur Schaffung dieser Struktur. Nicht gleichzusetzen ist diese Einrichtung mit den Kriseninterventionsteams (KIT), die bei einer akuten Traumatisierung, beispielsweise bei einem Massenschadensereignis, eingesetzt werden.

### PSU der Feuerwehren in NRW
„PSU“ ist die Abkürzung für „Psychosoziale Unterstützung der Einsatzkräfte“. Diese umfasst Maßnahmen vor, während und nach Einsätzen sowie die psychosoziale Unterstützung bei privaten und beruflichen Problemen. Das Logo „PSU-Assistent*in“ ist durch den VdF NRW e. V. als Wort-Bild-Marke beim Deutschen Patent- und Markenamt als Marke Nr. 30 2022 223 155 angemeldet und entsprechend geschützt.
Psychosoziale Unterstützung der Einsatzkräfte ist integraler Bestandteil des Arbeits- und Gesundheitsschutzes auf der Grundlage des Arbeitsschutzgesetzes. Sie soll sowohl bei Einsatzkräften aus dem Bereich Brandschutz und Rettungsdienst der Berufsfeuerwehren, bei hauptamtlichen Kräften und bei ehrenamtlichen Angehörigen der Feuerwehren vor berufsbedingten Gesundheitsgefahren schützen. Die PSU-NRW ist ein umfassendes Präventions- und Beratungsangebot für Einsatzkräfte der Feuerwehren. Das Angebot wird von speziell ausgebildeten Einsatzkräften und ausgesuchten psychosozialen Fachkräften durchgeführt.
PSU-NRW steht zum einen als prätherapeutisches Beratungsangebot niederschwellig in psychisch belastenden Situationen bereit. Die PSU-NRW ist zum anderen in der Aus-, Fort- und Weiterbildung verankert, um Einsatzkräfte auf psychische Belastungen vorzubereiten. Dazu wurden spezielle Unterrichtseinheiten in die Feuerwehr- und Rettungsdienstausbildung implementiert. Somit umfasst die PSU-NRW das gesamte ehrenamtliche und berufliche Dienstleben von Einsatzkräften der Feuerwehren in NRW.

### Psychosoziale Unterstützung für Familien
Im Sinne des Leitbilds „Frühe Hilfen“ fördert die Bundesstiftung Frühe Hilfen koordinierte Hilfsangebote an Familien mit kleinen Kindern und an werdende Familien. Gemäß diesem Leitbild sollen Angebote niederschwellig und am Bedarf der Familien orientiert sein. Sie können von allen geleistet werden, die Kontakt zu psychosozial belasteten Familien und ihren Kindern haben.
Für pflegende Angehörige gibt es Beratungsangebote in den sogenannten „Pflegestützpunkten“ sowie Angebote von Wohlfahrtsverbänden, Vereinen und anderen Institutionen.

### Disease Management
Im Disease Management fungiert die Psychosoziale Unterstützung als Hilfsmittel zur optimalen Lebensqualität.

### Psychosoziale Betreuung Abhängiger
Psychosoziale Betreuung ist außerhalb von Substitutionsprogrammen manchmal die einzige Möglichkeit des Kontakts von Abhängigen zu Hilfseinrichtungen. Zudem ist sie ein wesentlicher Bestandteil der Substitutionsprogramme bei einer Abhängigkeit von Opioiden. Eine Verordnung von Methadon alleine ist eventuell nur bei einer Minderheit der in Frage kommenden Patienten ausreichend wirksam, während die zusätzliche psychosoziale Betreuung die Effizienz der Substitutionstherapie wesentlich erhöht. Umgekehrt gibt es keine belastbaren Hinweise, dass eine alleinige psychosoziale Betreuung effizient ist – auch nicht in Langzeitentzügen. Somit wird auch nicht empfohlen, die zur Verfügung stehenden Ressourcen von einer Methadon-Langzeittherapie zu psychosozial gestützten Langzeitentzügen umzuleiten, so attraktiv die Vorstellung einer zeitlich begrenzten Therapie sein mag. Im Gegensatz zu einer alleinigen intensiven psychosozialen Betreuung ist auch die Kombination von Buprenorphin und intensiver psychosozialer Betreuung sicher und hocheffektiv.

## Einzelbelege
1. ↑  Sichere Feuerwehr: Psychosoziale Unterstützung (PSU). Abgerufen am 4. September 2023.
2. ↑  Leitbild Frühe Hilfen mit Leitsätzen. Nationales Zentrum Frühe Hilfen, abgerufen am 2. September 2021.
3. ↑  A. T. McLellan, I. O. Arndt, D. S. Metzger, G. E. Woody, C. P. O’Brien: The effects of psychosocial services in substance abuse treatment. In: JAMA. Band 269, Nummer 15, April 1993, S. 1953–1959, PMID 8385230.
4. ↑   Sees KL, Delucchi KL, Masson C, Rosen A, Clark HW, Robillard H, Banys P, Hall SM.: "Methadone maintenance vs 180-day psychosocially enriched detoxification for treatment of opioid dependence: a randomized controlled trial." JAMA. 2000 Mar 8;283(10):1303-10. (Volltext)
5. ↑  Johan Kakko, KD Svanborg, MJ Kreek, M Heilig: 1-year retention and social function after buprenorphine-assisted relapse prevention treatment for heroin dependence in Sweden: a randomised, placebo-controlled trial – Lancet. 2003 Feb 22;361(9358):662-8. (Memento vom 20. Dezember 2012 im Internet Archive) (PDF; 234 kB)